# Samsung Galaxy M12
Samsung Galaxy M12 – smartfon przedsiębiorstwa telekomunikacyjnego Samsung Electronics z serii Galaxy M. Telefon został ogłoszony w lutym 2021 roku. Jest następcą Galaxy M11.

## Specyfikacja techniczna[2]

### Wyświetlacz i kamera
Telefon ma wyświetlacz PLS TFT HD+ (1600 x 720 px) 6,5-calowy odświeżany w 90 Hz. Samsung Galaxy M12 posiada aparaty: główny 48 MP z przysłoną f/2.0, szerokokątny 5 MP, makro 2 MP i 2 MP do pomiaru głębi. Z przodu telefonu umieszczony jest przedni aparat o rozdzielczości 8 MP z przysłoną f/2.2. Tylne kamery mogą nagrywać wideo do 1080p przy 30 fps.

### Pamięć
Telefon jest wyposażony w 3 GB, 4 GB, 6 GB pamięci RAM (zależnie od wersji) oraz 32 GB, 64 GB, 128 GB pamięci wewnętrznej, którą można rozszerzyć za pomocą karty microSD o pojemności do 1 TB.

### Bateria
M12 posiada baterię litowo-polimerową z pojemnością 5000 mAh. W Indiach możemy znaleźć M12 z baterią 6000 mAh.

### Oprogramowanie
Galaxy M12 jest wyposażony w system Android 11 i One UI 3.0. z możliwością aktualizacji do Androida 12 i One UI 4.1. Telefon ma również Samsung Knox, który zwiększa bezpieczeństwo systemu i urządzenia.

### Procesor
Samsung Exynos 850 z zegarem procesora 2,0 GHz. Jest wykonany w 8nm procesie litograficznym. Procesor posiada 8 rdzeni oraz układ graficzny Mali-G52.

### Inne informacje
M12 posiada czytnik linii papilarnych zaszyty w przycisku uruchamiania i funkcję rozpoznawania twarzy. Można umieścić w nim dwie karty SIM, w ramach „dual SIM”. Wspiera szybkie ładowanie „Fast Charging” do 15 W.